# Al Khaleej (periódico)
Al Khaleej es un diario de gran formato en árabe publicado en los Emiratos Árabes Unidos por Dar Al Khaleej.

## Trayectoria
Al Khaleej tiene su sede en Sharjah. Fue fundada el 19 de octubre de 1970. Posteriormente, el 22 de febrero de 1972, la empresa dejó de publicar el periódico debido a dificultades financieras. El primer número fue un periódico de cuatro páginas y se imprimió en Kuwait. El periódico fue relanzado nuevamente en 1979 con 16 páginas y su propia prensa. Al igual que la mayoría de los periódicos del Golfo, publica suplementos diarios regulares sobre temas tan diversos temas como el deporte, la cultura y la salud, así como publicaciones especiales para eventos tan importantes como Ramadán. Al Khaleej fue lanzado por dos hermanos, Taryam y Abdullah Omran Taryam. Al Khaleej es ahora uno de los periódicos en árabe más populares de los Emiratos Árabes Unidos. La tirada estimada del diario en 2003 fue de 60.000 ejemplares, siendo el primero en el país.